# Neolicaphrium
Neolicaphrium és un gènere extint de mamífers litopterns de la família dels proterotèrids que visqueren a Sud-amèrica durant el Plistocè superior, fa entre 11.700 i 129.000 anys. Se n'han trobat restes fòssils a l'Argentina, el Brasil i l'Uruguai. Eren proterotèrids de mida petita (N. recens) a mitjana (N. major). A partir de la mida del fèmur, es calcula que devien pesar entre 25 i 30 kg. Eren animals brostejadors. Tenien una presència marginal a la pampa, car preferien els hàbitats boscosos i càlids. El nom genèric Neolicaphrium significa ‘nou Licaphrium’.